# Jacques Léonard Clément-Thomas
Jacques Léonard Clément-Thomas, né en 1809 à Libourne (Gironde) et tué le 18 mars 1871 à Paris, républicain de la vieille roche[Quoi ?], est un des premiers morts de la Commune de Paris.

## Éléments biographiques
Jacques Léonard Clément-Thomas, (ou simplement Clément Thomas,) naît le 31 décembre 1809 à Libourne ou peut-être plus précisément à Bonzac (dans le même arrondissement). Il entre dans l'armée, comme volontaire, à l'âge de vingt ans. Sous-officier (maréchal-des-logis chef) au 9e cuirassiers, de tendances républicaines, il est compromis dans plusieurs complots (dont celui de Lunéville en avril 1834) pendant la monarchie de Juillet. Arrêté en 1834 et condamné à la déportation, il parvient à s'enfuir de la prison parisienne Sainte-Pélagie.

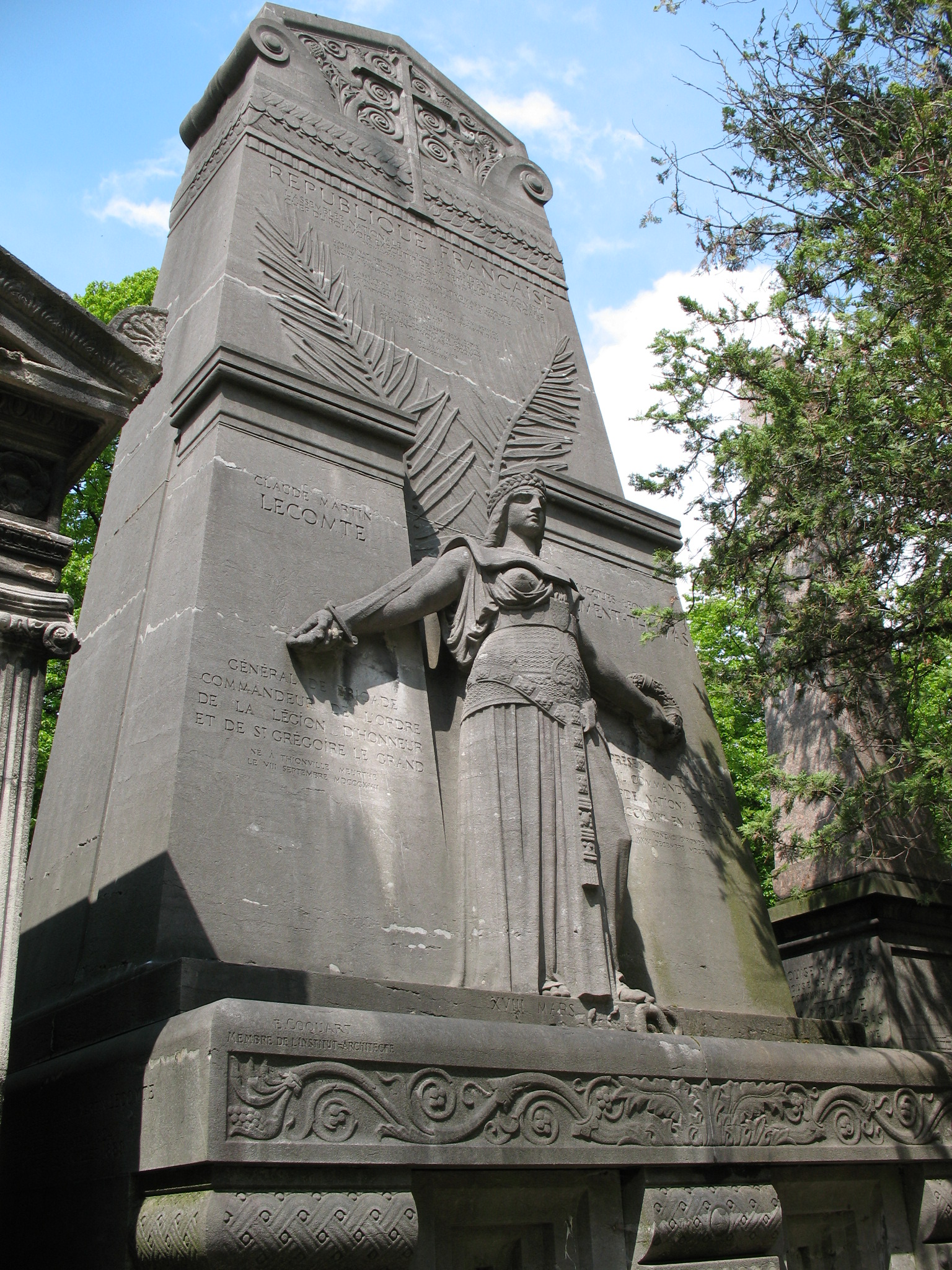
Monument au cimetière du Père-Lachaise.

Exilé en Angleterre, il rentre en France après l'amnistie de 1837. Il collabore alors au journal Le National. Favorable à la Deuxième République. Il est élu député de la Gironde à l'Assemblée constituante (1848). Il commande la Garde nationale de la Seine qui réprime durement les ouvriers révoltés des Ateliers nationaux lors du soulèvement de juin 1848. Il échoue à devenir député de l'Assemblée législative de 1849. Il s'oppose au coup d'État du 2 décembre 1851 de Louis-Napoléon Bonaparte et tente vainement de soulever la Gironde. Pendant le Second Empire, il s'exile en Belgique puis au Luxembourg.

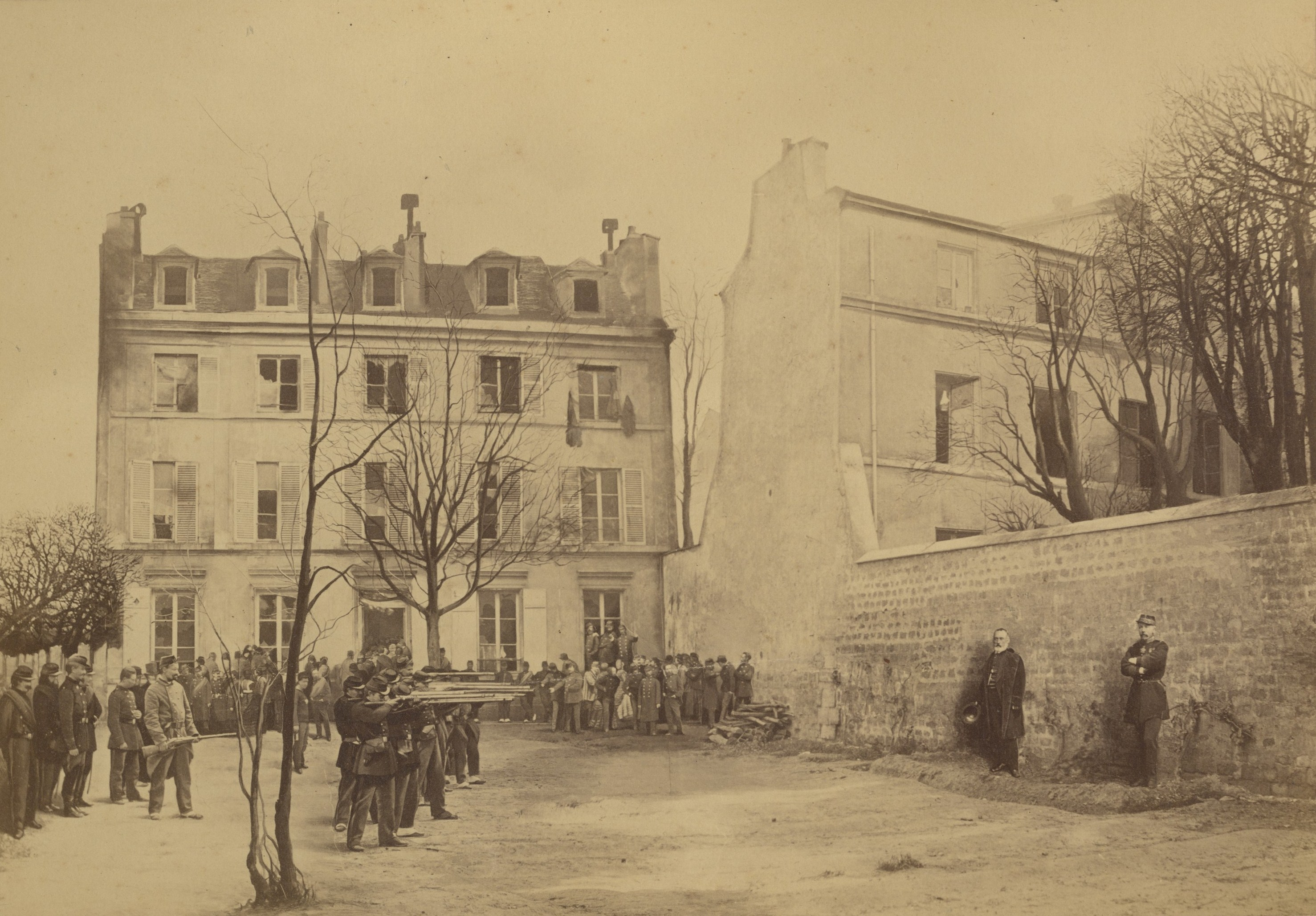
Les généraux Lecomte et Clément-Thomas devant le peloton d'exécution (photomontage de 1871 issu de la série des Crimes de la Commune).

Il revient à Paris après la proclamation de la République le 4 septembre 1870. Le gouvernement de la Défense nationale le nomme commandant en chef de la Garde nationale de la Seine pendant le siège de Paris. Il participe à la désastreuse « sortie de Buzenval » du 20 janvier 1871. Il démissionne le 14 février. Pendant le soulèvement du 18 mars 1871, habillé en civil, il repère les plans des barricades de Montmartre. Reconnu, il est arrêté par la foule, jeté sur le cadavre du général Lecomte[réf. nécessaire] et fusillé à son tour rue des Rosiers. Leurs décès sont enregistrés le 21 mars à la mairie du dix-huitième arrondissement. Les officiers qui avaient été faits prisonniers avec eux sont remis en liberté le soir même.

### Sources
- « Jacques Léonard Clément-Thomas », dans Adolphe Robert et Gaston Cougny, Dictionnaire des parlementaires français, Edgar Bourloton, 1889-1891 [détail de l’édition]
- Bernard Noël, Dictionnaire de la Commune, Flammarion, coll. « Champs », 1978
- Récit de l'exécution des Généraux Lecomte et Clément-Thomas par Alphonse Daudet dans Le jardin de la rue des rosiers - Souvenirs d'un homme de lettres